# Stanisław Mazur (1926–2013)
Stanisław Mazur (ur. 18 września 1926 w Matyniowie, zm. 8 kwietnia 2013 w Koszalinie) – polski działacz partyjny i samorządowy, ekonomista, w latach 1983–1986 prezydent Koszalina.

## Życiorys
Syn Jana i Anny. Z zawodu ekonomista, uzyskał stopień doktora. W 1952 wstąpił do Polskiej Zjednoczonej Partii Robotniczej. Od 1963 do 1967 zastępca kierownika Wydziału Ekonomicznego Komitetu Wojewódzkiego PZPR w Koszalinie. Następnie do 1975 przewodniczył Wojewódzkiej Komisji Planowania Gospodarczego przy Prezydium Wojewódzkiej Radzie Narodowej (w 1973 przekształconą w Pracownię Planowania Regionalnego przy Urzędzie Wojewódzkim w Koszalinie). W 1975 został sekretarzem ds. ekonomicznych w Komitecie Miasta i Powiatu PZPR w Koszalinie. Od 1975 wchodził w skład egzekutywy tamtejszego Komitetu Wojewódzkiego, w 1980 został w nim sekretarzem ds. ekonomicznych. Jednocześnie od 1975 do 1981 kierował Prezydium Miejskiej Rady Narodowej. Od 3 sierpnia 1983 do 3 kwietnia 1986 pełnił funkcję prezydenta Koszalina. Był związany z koszalińskim oddziałem Polskiego Towarzystwa Ekonomicznego, przez wiele lat pełnił funkcję jego prezesa.
13 kwietnia 2013 został pochowany na Cmentarzu Komunalnym w Koszalinie (kwatera P16).